# مثل یک تیم
مثل یک تیم (انگلیسی: As One؛ کره‌ای: 코리아) یک فیلم درام ورزشی محصول سال ۲۰۱۲ کره جنوبی با بازی ها جی وون و به دونا است. این فیلم بر اساس واقعیت است و داستان اولین تیم ورزشی کشور کره پس از جنگ را روایت می‌کند که تیم ورزشی زنان در مسابقات جهانی تنیس روی میز ۱۹۹۱ در چیبا، ژاپن مدال طلا به دست آورد.

## بازیگران
- ها جی وون در نقش هیون جونگ هوا[۳][۴][۵]
- به دونا در نقش ری پون هوی[۶][۷][۸]
- هان یه ری در نقش یو سون بوک، هم اتاقی پون هوی
- چون یون یونگ در نقش چوی یون جونگ، هم‌اتاقی جونگ هوا
- پارک چول مین در نقش لی اون ایل، مربی کره جنوبی
- کیم اونگ سو در نقش جو نام پونگ، مربی کره شمالی
- اوه جونگ سه در نقش اوه دو مان
- لی جونگ سوک در نقش چوی کیونگ سوب
- پارک یونگ سو در نقش چو ایل سونگ
- کوان ته وون در نقش چوی
- یو چونگ گوان در نقش پارک، لیدر تیم
- پارک جونگ هاک در نقش جانگ میونگ گوک، رئیس امنیت کره شمالی
- کیم جه هوا در نقش دنگ یاپینگ، قهرمان چینی
- مایک میر در نقش داور فینال
- پل استافورد در نقش متیو، گزارشگر بریتانیایی
- چا چونگ هوا در نقش تشویق کننده تیم کره

## جوایز و نامزدی‌ها
| سال  | مراسم جوایز                      | دسته                            | نامزد / اثر   | نتیجه    | منابع  |
| ---- | -------------------------------- | ------------------------------- | ------------- | -------- | ------ |
| ۲۰۱۲ | سی و سومین جوایز فیلم اژدهای آبی | بهترین بازیگر تازه‌کار زن        | هان یه-ری     | نامزدشده | [ ۹ ]  |
| ۲۰۱۳ | چهل و نهمین جوایز هنری بکسانگ    | بهترین بازیگر تازه‌کار زن – فیلم | هان یه-ری     | برنده    | [ ۱۰ ] |
| ۲۰۱۳ | چهل و نهمین جوایز هنری بکسانگ    | بهترین کارگردان تازه‌کار – فیلم  | مون هیون سونگ | نامزدشده |        |